# تیم ملی فوتبال زنان بلاروس
تیم ملی فوتبال زنان بلاروس نمایندهٔ فوتبال زنان کشور بلاروس است. این تیم زیر نظر فدراسیون فوتبال بلاروس اداره می‌شود. پس از حمله ۲۰۲۲ روسیه به اوکراین فیفا و یوفا تیم‌های ملی و باشگاهی بلاروس را از مسابقات بین‌المللی تحریم کردند و یوفا بلاروس را از میزبانی مسابقات بین‌المللی محروم کرد.